# Вакамару

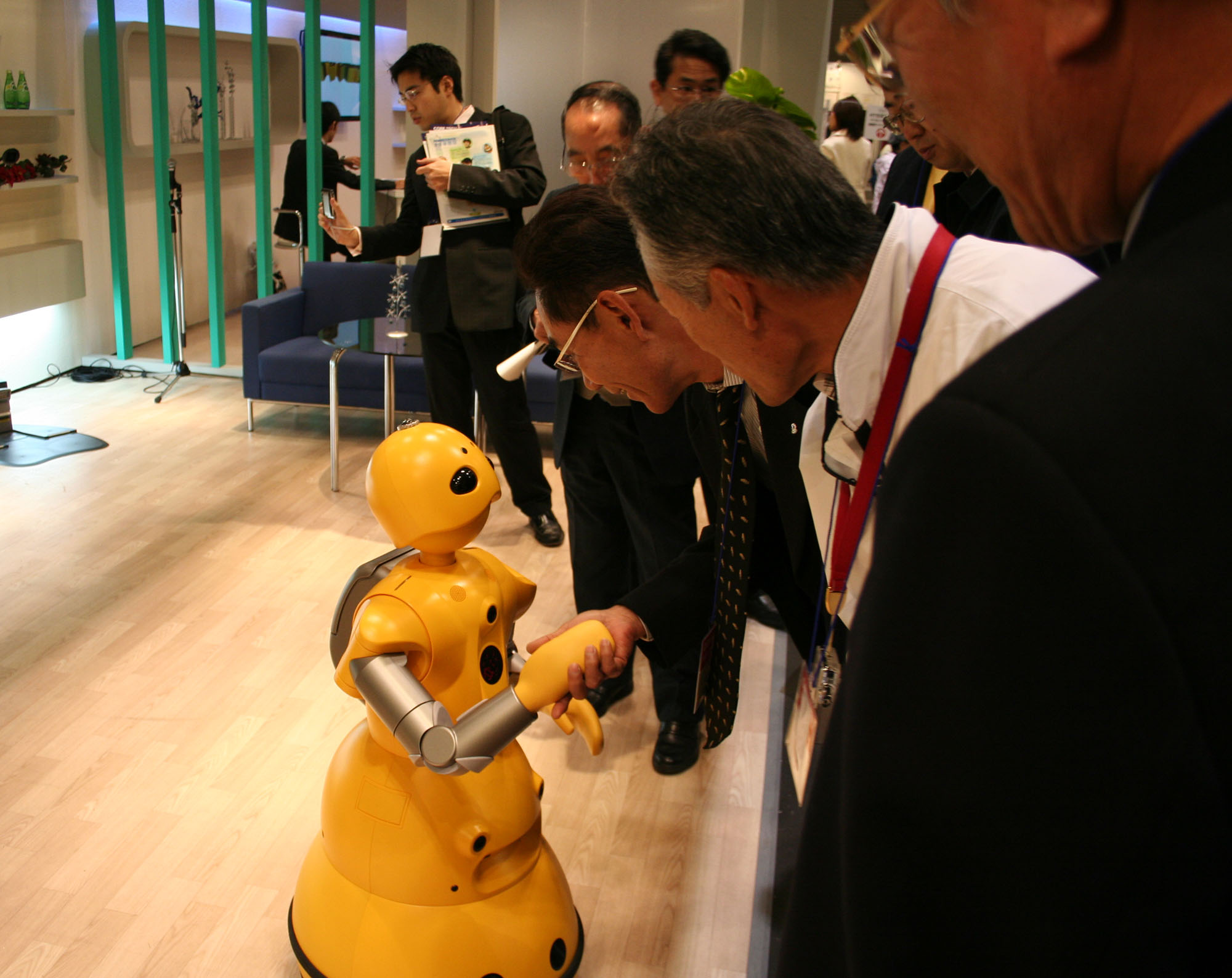

«Вакамару» — людиноподібні роботи виробництва фірми Міцубісі, перші роботи подібного класу надійшли у вільний продаж у вересні 2005 року. Робот вартістю $ 14 тис. здатний впізнавати обличчя, розуміти деякі фрази, давати довідки, виконувати деякі секретарські функції, стежити за приміщенням.
Робот пофарбований у жовтий колір; зріст 100 см, вага 30 кг. Має дві «руки» і пересувається на круглій підставці діаметром 45 см.
Робот управляється мультипроцесорною системою під управлінням операційної системи GNU / Linux. Є можливості для під'єднання робота до Інтернету.